# Giornata della bandiera dei tartari di Crimea
La Giornata della bandiera dei tartari di Crimea si celebra il 26 giugno. La bandiera fu adottata ufficialmente nel 1917. È un panno azzurro con uno stemma giallo (damğa) nell'angolo in alto a sinistra. L’azzurro, colore tradizionale dei popoli turchi, era usato sulle bandiere del Khanato di Crimea e indica purezza, libertà e onestà. La stessa bandiera ma con campo verde era usata a scopi religiosi, e con campo rosso era invece la bandiera militare tatara. 
Con l’iniziativa delle organizzazioni giovanili della Crimea, nel 2010 il Mejlis ha deciso di istituire la giornata della bandiera dei tartari di Crimea, che ha lo scopo di unire le persone e diffondere i simboli dei tartari di Crimea.
La bandiera con campo azzurro oggi ha valore solo tradizionale.